# Bruce R. McConkie
Bruce Redd McConkie (29 de julio de 1915-19 de abril de 1985), fue miembro del Quórum de los Doce Apóstoles de La Iglesia de Jesucristo de los Santos de los Últimos Días desde 1972 hasta su muerte. McConkie también fue miembro del Primer Quórum de los Setenta desde 1946 hasta que fue llamado al Quórum de los Doce.
Durante su servicio como autoridad general, McConkie publicó varios libros y artículos doctrinales y escribió los encabezados de los capítulos que aparecen hoy en los libros canónicos de la iglesia.
McConkie recibió su título de Bachiller en Artes y un Juris Doctor de la Universidad de Utah. Pasó su niñez en Monticello, Utah; Salt Lake City; y Ann Arbor, Míchigan, y se casó con Amelia Smith (1916-2005), quien fue hija del presidente Joseph Fielding Smith.

## Primeros años
McConkie nació el 29 de julio de 1915 en Ann Arbor, Míchigan de Oscar Walter McConkie y Margaret Vivian Redd. Antes de que McConkie cumpliera un año de edad, su familia se mudó a Monticello, Utah. Desde 1920 hasta 1923 su padre sirvió como obispo del barrio Monticello de La Iglesia de Jesucristo de los Santos de los Últimos Días. En 1925 su familia regresó a Ann Arbor donde su padre continuó estudiando derecho. En 1926 se mudaron a Salt Lake City, Utah. McConkie asistió a la escuela primaria de Bryant y a la preparatoria LDS, donde se graduó a la edad de 15 años. Asistió durante tres años a la Universidad de Utah antes de servir en una misión proselitista. Creció hasta llegar a la estatura de 1,68 mm.
McConkie heredaría las opiniones doctrinales y el estilo de predicación de su padre, aunque se diferenciaría de él en la ideología política. McConkie fue partidario del partido Republicano, mientras su padre fue un notable Demócrata.

## Misión en los Estados del Este
El 6 de septiembre de 1934 McConkie recibió su llamamiento misional para servir en el Este de Estados Unidos bajo el presidente de misión Don B Colton. Su primera asignación fue en Pittsburgh, Pensilvania. Desde el primero de mayo hasta el 24 de julio sirvió en el distrito de Cumorah en Palmira, como parte de su intensa campaña misional estuvo vinculado a la dedicación de un monumento al ángel Moroni en el cerro de Cumorah. McConkie sirvió en el distrito de Seneca y luego presidió sobre ese mismo distrito.
En 1936 McConkie participó en el primer desfile del cerro Cumorah, al cual asistió su futuro suegro Joseph Fielding Smith. Al final de su segundo año como misionero, McConkie extendió su misión por seis semanas para viajar sin compañero, de lugar en lugar por toda la misión, enseñando a investigadores y misioneros como petición de su presidente de misión....

## Educación, matrimonio y familia

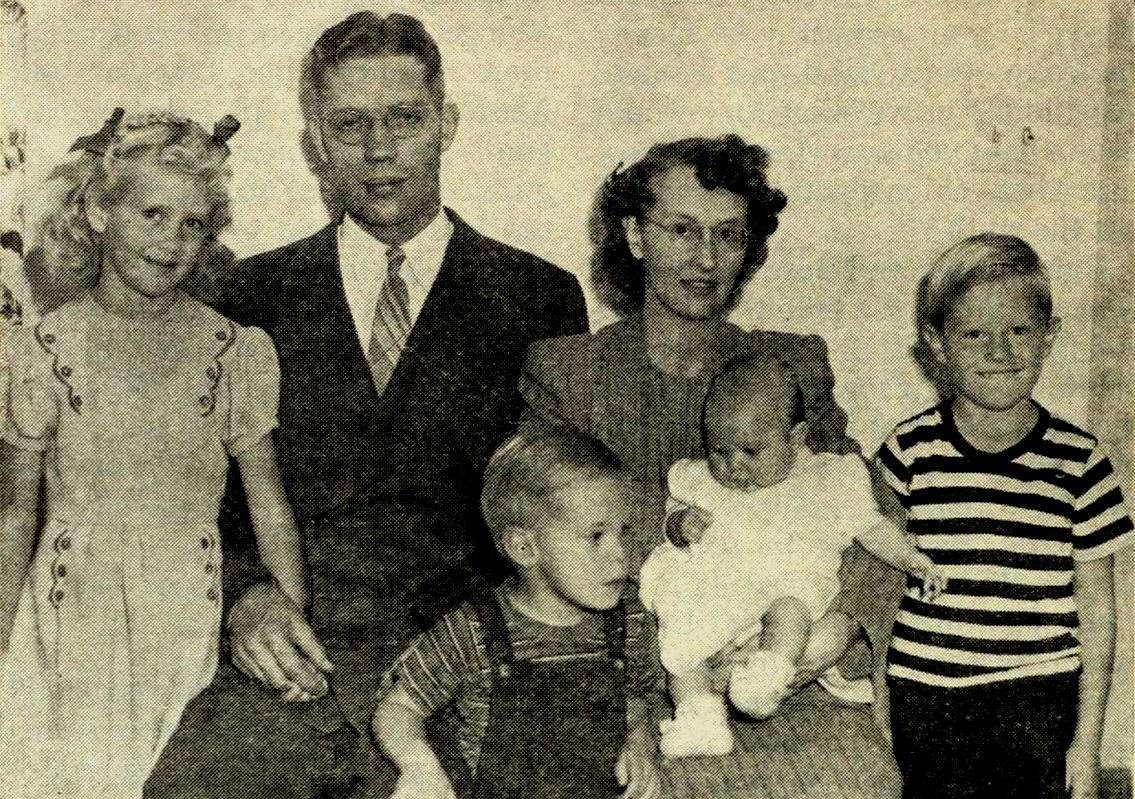
Familia de McConkie, 1946.

McConkie conoció a Amelia Smith, hija del apóstol Joseph Fielding Smith, antes de su misión, mientras ambos asistían a la Universidad de Utah. Él y Amelia se graduaron de esa institución en junio de 1937; McConkie con una licenciatura en Artes y ella con una licenciatura en bacteriología y patología. Se casaron en el Templo de Salt Lake City el 31 de octubre de 1937; el padre de Amelia dirigió la ceremonia. Juntos tuvieron nueve hijos: Bruce (n. 1938), Vivian (n. 1940), Joseph (n. 1941), Stanford (n. 1944), Mary (n. 1946), Mark (n. 1948), Rebecca (n. 1950), Stephen (n. 1951) y Sara (n. 1957). Su hijo mayor, Bruce, sólo vivió dos meses.
McConkie se graduó de Licenciatura en Leyes en 1939 ocupando el tercer lugar de setenta y cinco en su examen de título. Su licenciatura pasó automáticamente a Juris Doctor en junio de 1967. Después de su graduación, McConkie trabajó como asistente del procurador de la ciudad en Salt Lake City.

## Servicio militar
McConkie se enroló en el Cuerpo de Entrenamiento de Oficiales de la Reserva (ROTC), del Ejército mientras estaba en la Universidad de Utah. Con el advenimiento de la Segunda Guerra Mundial fue llamado a servicio activo el 5 de marzo de 1942. Sirvió también en la inteligencia militar en Fort Douglas mientras duró la guerra y recibió la Medalla de la Campaña Americana y la Medalla de Victoria Segunda Guerra Mundial. Tenía el cargo de teniente coronel a su retiro el 23 de febrero de 1946, siendo uno de los más jóvenes en la Inteligencia del Ejército con ese cargo.

## Llamado a los Setenta
McConkie trabajó durante un tiempo como periodista para Deseret News, aunque se encontraba cubriendo el desarrollo de la Conferencia General del 6 de octubre de 1946, McConkie fue entrevistado por el Apóstol David O. McKay para cubrir una vacante en el Primer Quórum de los Setenta creada por la muerte de John H Taylor. El nombre de McConkie fue presentado a los miembros para su voto de sostenimiento el mismo día, y el 10 de octubre fue ordenado y apartado por el presidente George Albert Smith. Se desempeñó como miembro del Primer Quórum de los Setenta por veintiséis años.
El 11 de junio de 1961, McConkie fue ordenado sumo sacerdote por Henry D. Moyle, miembro de la Primera Presidencia. Esto fue de conformidad con la nueva política que requería a los Siete presidente de los Setenta ayudar a los Doce en el apartamiento de los presidentes de estaca, miembros de los sumo consejos de estacas, y obispos.

### Doctrina Sud
En 1958 McConkie publica un libro titulado Doctrina Mormona: Un Compendio del Evangelio, el cual él describió como "el primer intento significativo de digerir, explicar y analizar todas las doctrinas importantes del reino" y "el primer compendio extenso de todo el Evangelio - el primer intento de publicar un comentario enciclopédico que abarque todo el campo de la religión revelada". Incluyó la advertencia de que él era el único responsable de las interpretaciones doctrinales y de las Escrituras que se expresaban en el libro, una práctica inusual en aquella época.
Al escribir el libro, McConkie se basó profundamente en las Escrituras y en autoridades doctrinales reconocidas. Los líderes de la iglesia se vieron sorprendidos por su publicación (ya que no había solicitado autorización, ni había consultado durante el desarrollo de dicha obra) y respondieron que, si bien aplaudían el intento del libro por cubrir una necesidad, este utiliza un tono duro y, según las palabras de Mark E. Petersen, estaba "lleno de errores e inexactitudes, y es muy lamentable que haya tenido una difusión tan amplia". El presidente de la iglesia David O. McKay le solicitó a McConkie no volver a publicar otra edición, pero más tarde se le pidió que hiciera una revisión a su obra con la ayuda editorial de Spencer W. Kimball. La segunda edición de 1966 incorporó muchos cambios, especialmente suavizando el tono. 
Gran parte del Diccionario Bíblico que se incluye con la edición SUD de la Biblia de 1979, toma prestado definiciones de Doctrina Mormona.

### Misión en Australia
McConkie recibió de la Primera Presidencia el llamamiento de presidir sobre la Misión Australia Sur, que abarcaba todo el oeste y sur de Australia el 9 de febrero de 1961. Le reveló el llamamiento a su esposa  Amelia, después de una excursión hasta Ensign Peak ese mismo día. Su hija Vivian estaba casada y Joseph estaba cumpliendo una misión en Escocia, por lo que seis de sus hijos los acompañaron a Australia.
McConkie retomó sus deberes como Setenta a su regreso en 1964.

## Llamado a los Doce
El presidente Joseph Fielding Smith (quien era suegro de McConkie), murió el 2 de julio de 1972. La Primera Presidencia fue reorganizada posteriormente con Harold B. Lee como presidente, dejando una vacante en el Quórum de los Doce Apóstoles. McConkie fue invitado a la oficina del Presidente Lee, "donde el presidente Lee puso sus brazos alrededor de él a modo de saludo, y dijo: -El Señor y los hermanos acaban de llamarlo para cubrir la vacante en el Quórum de los Doce. Bruce respondió: -Ya lo sé. Esto no es sorpresa para mí. Lo he sabido por algún tiempo"; y entonces fue ordenado Apóstol el 12 de octubre de 1972 por el presidente y Profeta de la Iglesia Harold B. Lee.
McConkie sirvió en la condición de Apóstol hasta su muerte en 1985, a los 69 años de edad.

## Poesía
McConkie escribió varios poemas, algunos de los cuales leyó en varios discursos de las Conferencias Generales. Uno de los que es especialmente recordado es el poema Creo en Cristo (I Believe in Christ), entregado en el discurso de la Conferencia General de 1972 "El Testimonio de Jesucristo". Más tarde se musicalizó y publicó en el himnario SUD como el Himno número 72 en la versión en español de dicho himnario, y desde entonces ha ganado popularidad entre los miembros de la iglesia.
McConkie también escribió la cuarta estrofa del Himno número 11, "Dios manda a profetas".

## Testimonio final
McConkie compartió numerosos discursos influyentes durante las Conferencias Generales. Entre ellos destaca su último discurso en la conferencia de 1985, "El Poder Purificador de Getsemaní". Concluyó aquel discurso con un conmovedor testimonio de Jesucristo:

Y ahora, en lo que concierne a esta expiación perfecta, realizada mediante el derramamiento de la sangre de Dios, testifico que tuvo lugar en Getsemaní y el Gólgota. Y con respecto a Jesucristo, testifico que es el Hijo del Dios viviente y que fue crucificado por los pecados del mundo. Él es nuestro Señor, nuestro Dios y nuestro Rey. Esto lo sé por mí mismo, independiente de cualquier otra persona. 

Soy uno de sus testigos, y en un día cercano palparé las marcas de los clavos en sus manos y en sus pies y bañaré sus pies con mis lágrimas. 

Pero en ese momento mi conocimiento no será más firme de lo que actualmente lo es, de que Él es el Hijo Todopoderoso de Dios, que es nuestro Salvador y Redentor, y que solamente recibimos la salvación mediante su sangre expiatoria.

McConkie murió dos semanas después.

## Obras publicadas
- Doctrina de Salvación del Presidente Joseph Fielding Smith, compilado por Bruce R. McConkie: Volumen 1, 1954; Volumen 2, 1955; Volumen 3, 1956.
- Doctrina Mormona, Un Compendio del Evangelio, 1958.
- Doctrina Mormona, Segunda Edición, 1966.
- Comentario Doctrinal de Nuevo Testamento: Volumen 1, Los Evangelios, 1965. Volumen 2, Hechos-Filipenses, 1970. Volumen 3, Colosenses-Apocalipsis, 1972.
- La Serie Mesías, de seis volúmenes, entre los que se incluyen los siguientes tres títulos:
  - El Mesías Prometido, 1978.
  - El Mesías Mortal, cuatro volúmenes, 1979-1981.
  - El Mesías del Milenio, 1982.
- Un Nuevo Testigo de los Artículos de Fe, 1985

McConkie también escribió numerosos artículos para Church News y otras revistas de la Iglesia; guías, folletos y manuales. Escribió los encabezados para todos los capítulos de las ediciones SUD de los libros canónicos y contribuyó con el Diccionario Bíblico incluido en la edición SUD de la Biblia en inglés.